# Carlos Manuel Merino Campos
Carlos Manuel Merino Campos (Villahermosa, Tabasco; 11 de agosto de 1963) es un administrador de empresas, piloto de aviación y político mexicano, miembro del Movimiento Regeneración Nacional. Fue el gobernador interino de Tabasco del 28 de agosto de 2021 al 30 de septiembre de 2024.Actualmente es director general de Aeropuertos y Servicios Auxiliares, organismo descentralizado de la Secretaría de Infraestructura, Comunicaciones y Transportes.
Ha sido diputado local del Congreso de Tabasco de 2007 a 2009, senador de la República por su estado natal de 2015 a 2018, delegado de Programas para el Desarrollo en Tabasco de 2018 a 2021. El 26 de agosto de 2021 Adán Augusto López lo nombró secretario de Gobierno de Tabasco y ese mismo día solicitó licencia temporal al Congreso de Tabasco para asumir como secretario de Gobernación del presidente Andrés Manuel López Obrador, por lo que Merino Campos fue nombrado gobernador provisional de Tabasco. Dos días después, el 28 de agosto se volvió gobernador interino.

## Biografía

### Estudios y formación
Estudio administración y contaduría, por el Instituto Tecnológico de Villahermosa, fue colaborador en la Universidad Juárez Autónoma de Tabasco (UJAT) donde tomo un diplomado en formadores electorales. Además tiene estudios de aviación por la Escuela de Aviación de México, y cuenta con un certificado de inglés avanzado en Oral and Speaking por la Park Avenue Academy, Canadá.

## Trayectoria política
Ingresó a las filas del Partido de la Revolución Democrática en 2001, posteriormente apoyó la campaña presidencial de Andrés Manuel López Obrador en 2006, y fue electo diputado local al Congreso de Tabasco para el periodo 2007-2009 y se convirtió en consejero representante del poder legislativo del PRD ante el IEPCT. En 2011 se desempeñó como secretario de asuntos electorales del CDM del PRD, en centro, Tabasco. En 2015 tras tomar posesión como senador suplente en el Congreso de la Unión, Merino renunció al Partido de la Revolución Democrática y se sumó al Partido del Trabajo.  

### Senador por Tabasco
El 13 de octubre de 2015 rindió protesta como Senador de la república por Tabasco, en sustitución de Adán Augusto López Hernández, quien había solicitado licencia el 10 de octubre. Posteriormente, Merino Campos se incorporó a la bancada del Partido del Trabajo en el senado.

### Coordinador de los Programas para el Desarrollo en Tabasco
En diciembre de 2018 fue designado por el presidente de México, Andrés Manuel López Obrador, como Delegado Estatal de Programas para el Desarrollo en Tabasco, unidad administrativa adscrita, jerárquica y orgánicamente a la Secretaría de Bienestar. 

### Gobernador de Tabasco
Rindió protesta como Gobernador Provisional de Tabasco, la noche del 26 de agosto de 2021, luego de que previamente, ese mismo día, fuera nombrado Secretario de Gobierno en el Gabinete de Adán Augusto López Hernández.
Tras la solicitud de licencia temporal para separarse del cargo de Gobernador de Tabasco por parte de Adán Augusto López Hernández, la Constitución Política del Estado de Tabasco preveía que fuera el Secretario de Gobierno en funciones quien supla la licencia temporal del Gobernador.

Cuando el Gobernador solicite licencia para separarse del cargo hasta por sesenta días naturales, prorrogables por una única vez hasta por un periodo igual, una vez autorizada por el Congreso, el Secretario de Gobierno asumirá provisionalmente la titularidad del Poder Ejecutivo.
Artículo 48. Constitución Política del Estado de Tabasco

Tras la reforma del 28 de agosto de 2021 a la Constitución Política del Estado de Tabasco realizada por la LXIII Legislatura del Congreso del Estado de Tabasco y aprobada por 14 ayuntamientos y 2 concejos municipales por la que el Gobernador Constitucional podrá solicitar licencia para separarse del ejercicio de sus funciones por tiempo indefinido, la cual será autorizada por el Congreso del Estado, mismo que procederá de forma inmediata a nombrar un Gobernador Interino, Carlos Manuel Merino Campos rindió protesta como Gobernador Interino de Tabasco.

### Director general de Aeropuertos y Servicios Auxiliares
En octubre de 2024 fue designado por la presidenta de México, Claudia Sheinbaum Pardo, como director general de Aeropuertos y Servicios Auxiliares, organismo descentralizado de la Secretaría de Infraestructura, Comunicaciones y Transportes.